# Stagonopleura
Stagonopleura är ett fågelsläkte i familjen astrilder inom ordningen tättingar. Släktet omfattar endast tre arter som alla förekommer i Australien:
- Diamantastrild (S. guttata)
- Rödkindad astrild (S. oculata)
- Banditastrild (S. bella)

Arterna kallades tidigare för eldstjärtar på svenska, men ändrades på grund av namnkonflikt med eldstjärt (Myzornis pyrrhoura).